# 夏時 (永樂進士)
夏時，字以正，浙江錢塘人。明朝政治人物、進士出身。

## 生平
永樂十六年（1418年）中進士，授戶科給事中。仁宗洪熙元年，議改鈔法，夏時以其「擾市肆，無裨國用」。措施果然不受民間歡迎，民眾多犯禁，最终原議作罷。仁宗想起夏時之言，命其侍奉太子前往孝陵祭祀，沿途有災傷時，就請太子開倉賑災。隨後留署南京戶科。宣德初年，升江西僉事。正統三年（1438年），升江西參議。正統十二年（1447年），经大臣舉薦，升爲廣西左布政使。年近七十致仕，歸鄉病卒，鄉人祀之，祠名「孝廉」。《明史》有传。